# Географія Боснії і Герцеговини

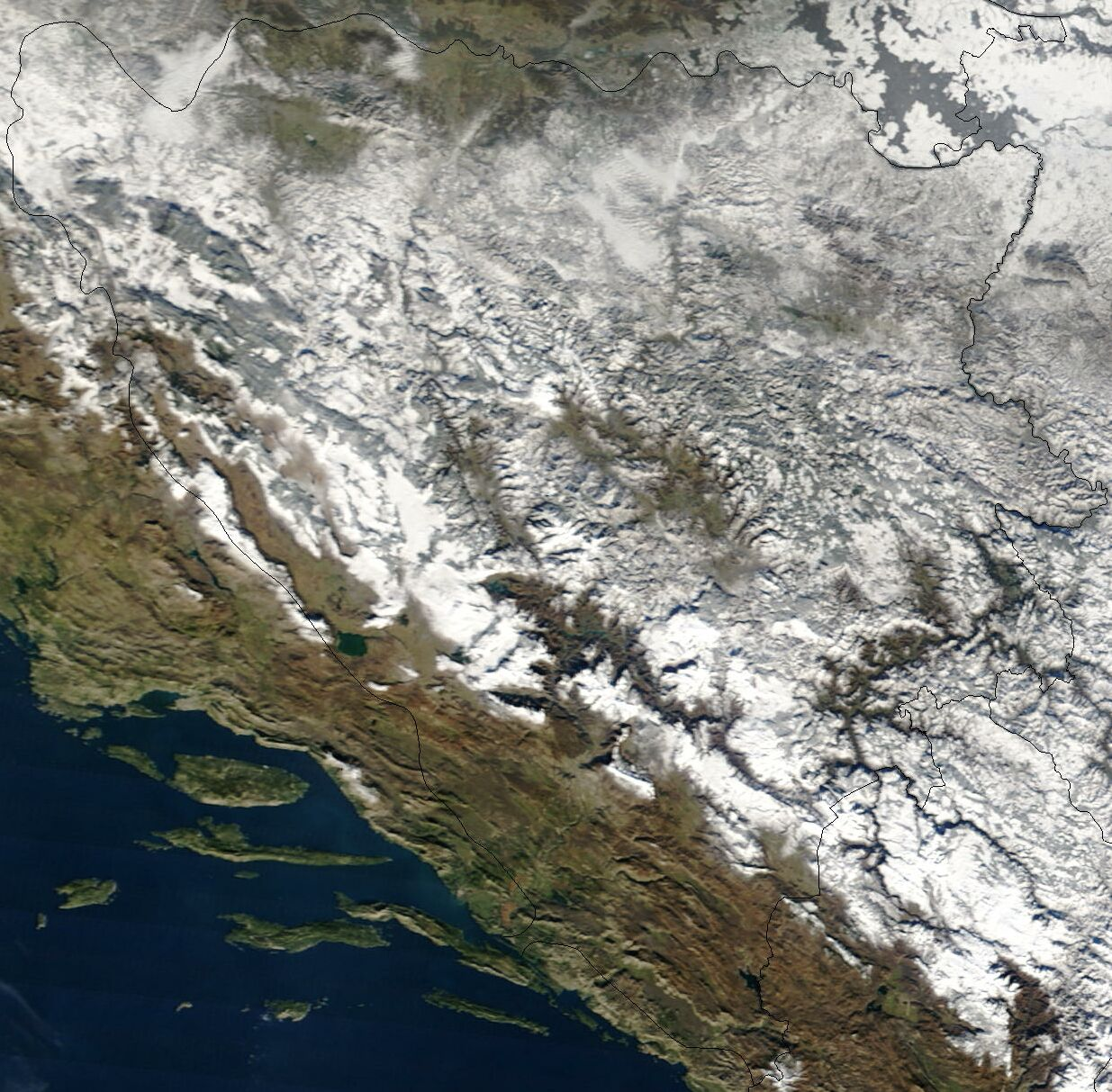
Знімок території Боснії і Герцеговини з космосу, грудень 2002 року

Боснія і Герцеговина — країна в Південно-Східній Європі на Балканському півострові, що має вихід до узбережжя Адріатичного моря. Межує з слов'янськими країнами: Хорватією, Сербією, Чорногорією. Площа країни становить 51 197 км².

## Назва

Назва країни Боснія і Герцеговина (босн. Bosna i Hercegovina; серб. Босна и Херцеговина; хорв. Bosna i Hercegovina) складається з двох топонімів окремих територій: великої північної частини Боснія й меншої південної Герцеговини.
Назва Боснія вперше згадується в політико-географічному трактаті Костянтина Багрянородного «Про управління імперією» (між 948 і 952 роками н. е.), в якому описується «маленька країна Bosona (Βοσώνα)». Імовірно, північна частина сучасної країни названа на честь річки Босна. Філолог Антон Мейер припускає, що гідронім має індоєвропейське коріння *bos або *bogh, що означає річка, що біжить. Інші теорії виводять назву країни від лат. Bosina — кордон, або від слов'янського коріння.
З походженням назви Герцеговина пов'язують історичні події у 1440-х роках в Захумле (гора Хум поблизу Блага). Ці землі були приєднані до Боснії, якою керував верховний воєвода Стефан Вукчич Косач. У документі, надісланому імператору Фредеріку IV 1448 року, він підписався як «Герцог Святого Сави, Володар Захумле і Примор'я, Великий князь Боснії». Відтак регіон став називатись як Герцеговина, тобто герцогство. Згодом територія увійшла до складу Османської імперії як санджак Герцеговина у складі Боснійського еялету. Короткий час у 1830-х роках існувала як окремий, напівсамостійний еялет Герцеговина. У 1850-х роках після смерті його правителя, візира Алі-паши Різванбеговича два еялети були об'єднані в єдину країну.

## Розташування
Боснія і Герцеговина на півдні, заході й сході межує з Хорватією (932 км), на сході — з Сербією (357км), на південному сході — з Чорногорією (249 км).

### Крайні пункти
Пн: громада Козарська-Дубиця (45°16´пн.ш.,16°55´сх.д.).
Пд: громада Требинє (42°33´пн.ш.,18°32´сх.д.).
Зх: село Бугар (44°49´пн.ш.,15°44´сх.д.).
Сх: громада Братунац (44°03´ пн.ш. , 19°37´ сх.д.).

## Геологія
Боснія і Герцеговина розташована в межах Альпійсько-Гімалайського рухомого пояса. Рельєф країни утворився під час альпійської складчастості і продовжує утворюватись під дією сучасних ендогенних тектонічних рухів. Це пояснює високу сейсмічність Динарського нагір'я.

### Корисні копалини
Надра Боснії і Герцеговини багаті бокситами, міддю, свинцем, цинком, хромом, кобальтом, марганцем, лігніту, бурим вугіллям, залізними, ртутними рудами, кам'яною сіллю. Також серед корисних копалин варто відзначити глину, гіпс, пісок.

## Рельєф

Топографічна карта Боснії і Герцеговини

Майже вся територія Боснії і Герцеговини, за винятком півночі лежить в межах Динарського нагір'я, сильно розчленовані хребти якого тягнуться паралельно з північного заходу на південний схід. Між хребтами витягнуті міжгірські улоговини, в яких розташована більшість населених пунктів країни. Висота хребтів знижується від центру до кордону з Хорватією на півночі і півдні. Найвища вершина країни — гора Магліч (2386 м). У горах, складених вапняковими товщами, поширені карстові форми рельєфу (карстові печери, підземні річки, карри), а в міжгірських улоговинах — обширні карстові поля (найбільше Лівансько-Поле, площею 405 км²). На півночі, в долині річки Сава лежить південна частина Середньодунайської низовини.

### Гори
|             |              |                |            |             |
| Гора Магліч | Гора Яхоріна | Гора Белашниця | Гора Ігман | Гора Волуяк |

### Узбережжя
Боснія і Герцеговина має невеликий вихід до Адріатичного моря на півдні Динарського нагір'я, в районі міста Неум (прибережні води належать Хорватії).

## Клімат
На більшій частині території Боснії і Герцеговини клімат помірно-континентальний з теплим літом і помірно прохолодною зимою. На південному заході країни клімат субтропічний середземноморський, з сухим жарким літом і теплою вологою зимою. В континентальній частині опади випадають рівномірно протягом року (800–100 мм на рівнинах і 1500–1800 мм в горах), в приадріатичній частини за рік випадає 1600 мм опадів з максимумом у листопаді-грудні.

## Гідрографія

### Річки
Річки республіки течуть до Дунаю (75%) і Адріатичного моря (25%). На північ течуть річки Уна, Врбас, Босна, Дрина, що впадають в Саву. Річка Неретва впадає в Адріатичне море. На гірських річках, що володіють великим гідроенергетичним потенціалом, побудовано близько 30 ГЕС.

## Рослинність
Ліси займають близько половини території країни (в основному в горах). Сільськогосподарські угіддя витіснили ліси з рівнин. У нижньому поясі гір на північних схилах ростуть широколистяні ліси, вище 900 м вони змінюються ялицево-смерековими лісами, а вище 1700 м — сосновим криволіссям і субальпійськими луками. Південно-західні схили зайняті вічнозеленою середземноморською рослинністю.

## Охорона природи